# Татаринов, Дмитрий Иванович
Дми́трий Ива́нович Тата́ринов (18 ноября 1877 — 25 июля 1956) — врач-терапевт, советский хозяйственный и государственный деятель.

## Биография
Родился в 1877 году в Белорецке. Окончил медицинский факультет Московского университета (1901). Доктор медицинских наук (1936). Учёное звание профессора (1939). Заслуженный деятель науки Башкирской АССР (1940).
Ординатор, ассистент клиники медицинского факультета Московского университета (1901—1912). Школьный врач (1912—1914). Заведующий госпиталя Всероссийского земского союза в Уфе (1914—1918). Заведующий поликлиники в Томске (1918—1920). Заведующий терапевтическим отделением 2-й и 3-й больниц Уфы (1920—1934). Заведующий кафедрой госпитальной терапии Башкирского медицинского института (1934—1956). Организатор 3-х кафедр Башкирского мединститута: пропедевтики внутренних болезней, факультетской и госпитальной терапии. Внёс большой вклад в развитие научных исследований по внутренним болезням, в становление терапевтической службы в Башкирской АССР. Осн. науч. труды посвящены изучению заболеваний желудочно-кишечного тракта, ревматизма и порока сердца, сепсиса. Автор свыше 50 научных трудов. Награждён орденом Трудового Красного Знамени (1944).
Член ВКП(б). Избирался депутатом Верховного Совета РСФСР 1-го и 2-го созывов.
Умер в Уфе в 1956 году.